# Ride Your Wave
Ride Your Wave (きみと、波にのれたら?, Kimi to, nami ni noretara) è un film d'animazione giapponese del 2019, scritto da Reiko Yoshida e diretto da Masaaki Yuasa.

## Trama
La diciannovenne Hinako Mukaimizu si trasferisce in una città sull'oceano per frequentare il college e dedicarsi al suo hobby, il surf, senza preoccuparsi troppo del suo futuro. Quando il suo nuovo appartamento prende fuoco a causa di fuochi d'artificio fatti scoppiare illegalmente, viene soccorsa da Minato Hinageshi, un pompiere di 21 anni con un forte senso della giustizia. Hinako è attratto dalla sua personalità capace e i due legano quando Minato inizia a prendere lezioni di surf dalla ragazza. I due trascorrono del tempo insieme e si innamorano; tuttavia, dopo che Hinako dice a Minato che le onde migliori per fare surf sono quelle presenti durante una tempesta invernale, il ragazzo va a fare surf durante una tempesta e annega nel salvare un uomo caduto in acqua.
Hinako è sconvolta dalla morte di Minato e si trasferisce in un appartamento lontano dalla spiaggia, sentendosi parzialmente responsabile dell'accaduto per il consiglio datogli. Un giorno scopre per caso che il ragazzo appare nell'acqua ogni volta che canta "Brand New Story", una canzone di grande significato per loro due che cantavano spesso insieme. Nonostante gli altri non riescono a vederlo, Hinako riesce a trascorrere nuovamente del tempo con Minato anche in pubblico portandosi dietro una borraccia o un grosso gonfiabile pieno d'acqua. Ciò porta però Hinako a isolarsi dai suoi amici, che si preoccupano per il suo comportamento, mentre Minato si rende conto che la loro relazione non ha futuro essendo lui morto (non può neppure toccare fisicamente la ragazza). Dopo che il suo collega Wasabi confessa a Hinako i suoi sentimenti, Minato le dice che deve imparare ad andare avanti con la sua vita ma lei si rifiuta di accettarlo. Tuttavia, si rende conto che dipende troppo dal ragazzo quando gli impedisce di ascendere al paradiso.
Hinako va a casa di Minato dove Yōko, la sua cinica e acida sorella minore, le racconta l'episodio che ha ispirato Minato a diventare un vigile del fuoco, ovvero quando da piccolo venne salvato dall'annegamento da una bambina più giovane di lui. Hinako realizza che era lei quella bambina, dopodiché riesce a sbloccare il telefono di Minato e legge un suo messaggio indirizzato a lei in cui la incoraggia a "cavalcare la propria onda". Quindi si iscrive a un corso di formazione per bagnini nella speranza di fare la differenza e smetterla di dipendere da Minato. Nel frattempo, Yōko confessa i suoi sentimenti a Wasabi e gli ricorda che l'aveva ispirata a tornare a scuola quando era stata vittima di bullismo.
Durante il suo lavoro part-time come cameriera, Yōko sente per caso il gruppo che fece esplodere i fuochi d'artificio illegali che diedero fuoco all'appartamento di Hinako, il quale pianifica di farlo nuovamente in un edificio abbandonato che ospita un grande albero di Natale. Decide di seguire i ragazzi per raccogliere le prove necessarie per farli arrestare e Hinako l'accompagna controvoglia. I fuochi d'artificio fanno prendere fuoco all'edificio e all'albero, e Hinako e Yōko, ferita a una gamba, rimangono bloccate in cima. Hinako chiama Minato, il quale manda un'ondata d'acqua sospesa su per l'edificio, estinguendo l'incendio. Hinako mette Yōko su un tabellone e lo cavalca come una tavola da surf sull'onda, portando entrambe in salvo. Dopo aver scambiato gli ultimi saluti con Yōko, Wasabi e Hinako, lo spirito di Minato ascende al cielo.
Il Natale successivo Hinako, Yōko e Wasabi, questi ultimi che ora stanno insieme, visitano la Chiba Port Tower per festeggiare la certificazione da bagnina ottenuta da Hinako. Hinako canta vicino a una fontana, ma Minato non compare; tuttavia, la torre legge un messaggio che aveva scritto per lei l'anno precedente, facendola piangere e accettare la morte dell'amato. In seguito, Hinako riprende i suoi doveri di bagnina e cavalca di nuovo con sicurezza le onde sulla spiaggia.

## Distribuzione
Dopo essere stata presentata il 10 giugno 2019 in Francia, al Festival internazionale del film d'animazione di Annecy, la pellicola è stata distribuita in Giappone da Toho, a partire dal 21 giugno dello stesso anno. In Italia i diritti della pellicola sono stati acquistati da Dynit. Il film doveva essere trasmesso al cinema tra il 20-22 aprile 2020, ma a causa della Pandemia di COVID-19 del 2019-2021, è stato pubblicato l'8 luglio su Prime Video.

## Premi e riconoscimenti
- 2019 - Festival internazionale del film d'animazione di Annecy
  - Candidatura - Cristal du long metrage[6]
- 2019 - Shanghai International Film Festival
  - Vinto - Miglior animazione[7]
- 2019 - Fantasia International Film Festival
  - Vinto - Best Animated Feature[8]
- 2019 - Sitges - Festival internazionale del cinema fantastico della Catalogna
  - Vinto - Best Animated Feature[9]
- 2020 - Mainichi Film Concours
  - Candidatura - Miglior film d'animazione[10]